# Hipposideros pratti
Espèce
Statut de conservation UICN

 LC  : Préoccupation mineure
Répartition géographique
Hipposideros pratti est une espèce de chauves-souris asiatique de la famille des Hipposideridae.

## Répartition
Cette espèce est présente en Chine, en Malaisie, au Myanmar, en Thaïlande et au Vietnam.

## Taxonomie et étymologie
L'espèce  a été décrite en 1891 par le zoologiste britannique Oldfield Thomas. L'éponyme du nom d'espèce pratti est Antwerp Edgar Pratt (en), le naturaliste qui a recueilli l'holotype utilisé pour décrire l'espèce.

## Description
L'Hipposideros de Pratt a une fourrure dorsale de couleur brun rougeâtre alors que la ventrale est plus claire. La longueur moyenne de l'avant-bras de ces chauves-souris est de 83,4 à 90,8 mm et la masse corporelle moyenne s'étend de 53 à 68,9 g. Elles ont un bouclier bilobé transversal derrière le voile postérieur du nez. Chez les jeunes mâles et les femelles, le bouclier est assez petit, mais chez les vieux mâles, il évolue en une structure plus développée et voyante.

## Extension et habitat
L'Hipposideros de Pratt loge dans des grottes typiques de sites dortoirs diurnes et peuvent contenir des centaines ou des milliers de chauves-souris. Cette espèce partage également ses gîtes avec d'autres espèces de chauves-souris telles que la grande chauve-souris à feuilles rondes, Hipposideros armiger.

## Classification
Il n'est pas documenté de sous-espèce.